# Jack Popplewell
Jack Popplewell född 22 mars 1911 i Leeds, död 16 november 1996, var en brittisk författare, dramatiker och kompositör.
Popplewell har skrivit sången Really and trully som översatts till svenska av Sven-Olof Sandberg som Din är min sång och mitt hjärta. Han har även skrivit den engelska texten till den italienska melodin Ritorna amore, på svenska När natten kommer (översättning:Gösta Rybrant), samt den engelska texten till Song of Paradise (Allt, du av mig kan begära).